# Arcevia
Arcevia – miejscowość i gmina we Włoszech, w regionie Marche, w prowincji Ankona.
Według danych na styczeń 2010 gminę zamieszkiwało 5081 osób przy gęstości zaludnienia 40,2 os./1 km².
W 1928 roku urodził się tutaj Elio Sgreccia, włoski duchowny katolicki, specjalista w zakresie bioetyki życia rodzinnego, kardynał.

## Miasta partnerskie
- Ribnica
- Tredozio